# Vlajka Toga

Tožská vlajka
Poměr stran: 1:1,618

Vlajka Toga byla přijata 27. dubna 1960, navrhl ji Ahyi Paul. Skládá se z pěti vodorovných pruhů, střídavě tmavší zelené a žluto-oranžové barvy (svrchní je zelený). V levém horním rohu je v červeno-karmínovém čtverci (karé) o délce strany šířky tří pruhů umístěna bílá pěticípá hvězda, symbolizující touhu tamního lidu žít v míru.
Zelená a žlutá jsou klasické panafrické barvy. Návrh vlajky připomíná liberijskou vlajku.
Netradiční poměr stran 1:1,618 připomíná poměr stran tzv. zlatého obdélníku.

Vlajka tožského prezidenta Poměr stran: 1:1

## Galerie

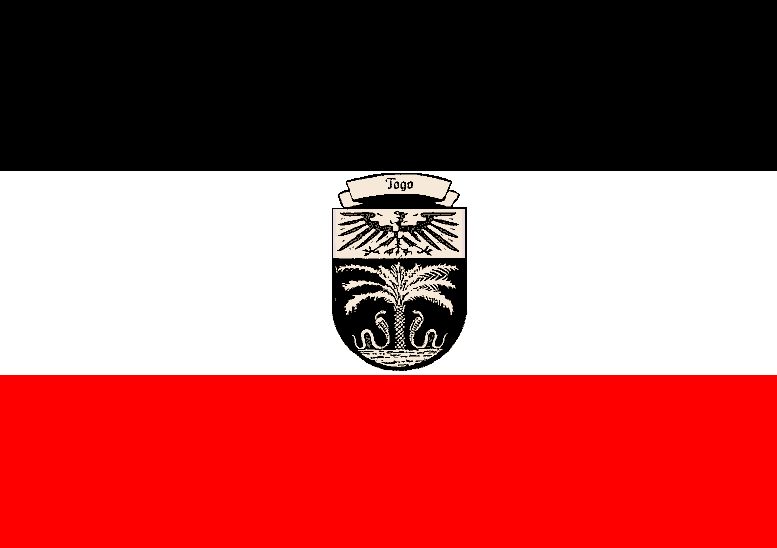
Návrh tožské vlajky (1914) Poměr stran: 2:3
Tožská vlajka (1957–1958) Poměr stran: 2:3
Tožská vlajka (1958–1960) Poměr stran: 2:3